# Leichtathletik-Europameisterschaften 1954/100 m der Männer

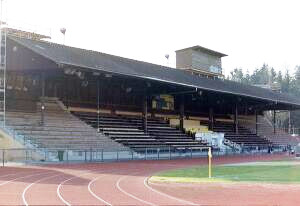
Tribüne des Stadions Neufeld in Bern

Der 100-Meter-Lauf der Männer bei den Leichtathletik-Europameisterschaften 1954 wurde am 25. und 26. August 1954 im Stadion Neufeld in Bern ausgetragen.
Europameister wurde der bundesdeutsche Läufer Heinz Fütterer. Er gewann vor dem Franzosen René Bonino. Bronze ging an den Briten George Ellis.

## Bestehende Rekorde
| Weltrekord           | 10,2 s | Jesse Owens     | Chicago, USA                                | 20. Juni 1936     |
| Weltrekord           | 10,2 s | Harold Davis    | Compton, USA                                | 6. Juni 1941      |
| Weltrekord           | 10,2 s | Lloyd LaBeach   | Fresno, USA                                 | 15. Mai 1948      |
| Weltrekord           | 10,2 s | Barney Ewell    | Evanston, USA                               | 9. Juli 1948      |
| Weltrekord           | 10,2 s | McDonald Bailey | Belgrad, damals Jugoslawien (heute Serbien) | 25. August 1951   |
| Europarekord         | 10,2 s | McDonald Bailey | Belgrad, damals Jugoslawien (heute Serbien) | 25. August 1951   |
| Meisterschaftsrekord | 10,4 s | Orazio Mariani  | EM Paris, Frankreich                        | 3. September 1938 |
| Meisterschaftsrekord | 10,4 s | Wil van Beveren | EM Paris, Frankreich                        | 3. September 1938 |

Der seit den zweiten Europameisterschaften bestehende EM-Rekord blieb auch in diesem Jahr unangetastet. Die schnellste Zeit von 10,5 Sekunden erzielte der bundesdeutsche Europameister Heinz Fütterer zweimal:
- Erstes Halbfinale am 26. August
- Finale am 26. August

Mit dieser Zeit verfehlte er den Meisterschaftsrekord um eine Zehntelsekunde und blieb drei Zehntelsekunden über dem Europa-, gleichzeitig Weltrekord.

## Vorrunde
25. August 1954, 16:40 Uhr
Die Vorrunde wurde in acht Läufen durchgeführt. Die ersten beiden Athleten pro Lauf – hellblau unterlegt – qualifizierten sich für das Halbfinale.

### Vorlauf 1
| Platz | Name          | Nation         | Zeit (s) |
| ----- | ------------- | -------------- | -------- |
| 1     | George Ellis  | Großbritannien | 10,9     |
| 2     | Jan Carlsson  | Schweden       | 10,9     |
| 3     | Angel Kolev   | Bulgarien      | 10,9     |
| 4     | Kurt Heidrich | Saarland       | 11,2     |
| 5     | József Senkei | Ungarn         | 11,2     |

### Vorlauf 2
| Platz | Name                  | Nation         | Zeit (s) |
| ----- | --------------------- | -------------- | -------- |
| 1     | Heinz Fütterer        | BR Deutschland | 10,7     |
| 2     | Jacques Derderian     | Frankreich     | 11,0     |
| 3     | Nikolaos Georgopoulos | Griechenland   | 11,0     |
| 4     | Aleksandar Benjak     | Jugoslawien    | 11,1     |
| DSQ   | Nikodem Goździalski   | Polen          |          |

### Vorlauf 3
| Platz | Name               | Nation         | Zeit (s) |
| ----- | ------------------ | -------------- | -------- |
| 1     | Leonhard Pohl      | BR Deutschland | 10,8     |
| 2     | Ken Jones          | Großbritannien | 10,9     |
| 3     | Lewan Sanadse      | Sowjetunion    | 11,0     |
| 4     | Jacques Vercruysse | Belgien        | 11,1     |

### Vorlauf 4
| Platz | Name          | Nation      | Zeit (s) |
| ----- | ------------- | ----------- | -------- |
| 1     | Theo Saat     | Niederlande | 10,9     |
| 2     | Ilarie Magdas | Rumänien    | 11,0     |
| DSQ   | Gert Lemmes   | Saarland    |          |
| DSQ   | Sangermano    | Italien     |          |
| DNS   | Llans         | Spanien     |          |

### Vorlauf 5
| Platz | Name              | Nation      | Zeit (s) |
| ----- | ----------------- | ----------- | -------- |
| 1     | László Zarándi    | Ungarn      | 10,8     |
| 2     | Hayo Rulander     | Niederlande | 11,0     |
| 3     | Roland Vercruysse | Belgien     | 11,2     |
| 4     | Angel Gawrilow    | Bulgarien   | 11,2     |
| 5     | Tomas Paquete     | Portugal    | 11,2     |

### Vorlauf 6
| Platz | Name                   | Nation     | Zeit (s) |
| ----- | ---------------------- | ---------- | -------- |
| 1     | René Bonino            | Frankreich | 10,8     |
| 2     | Hans Wehrli-Frei       | Schweiz    | 10,9     |
| 3     | Guðmundur Vilhjálmsson | Island     | 11,2     |
| 4     | Alexandru Stoenescu    | Rumänien   | 11,2     |

### Vorlauf 7
| Platz | Name               | Nation      | Zeit (s) |
| ----- | ------------------ | ----------- | -------- |
| 1     | Zdobysław Stawczyk | Polen       | 11,0     |
| 2     | Viktor Ryabov      | Sowjetunion | 11,0     |
| 3     | Josef Wimmer       | Österreich  | 11,1     |
| DNS   | Muzaffer Selvi     | Türkei      |          |

### Vorlauf 8
| Platz | Name               | Nation           | Zeit (s) |
| ----- | ------------------ | ---------------- | -------- |
| 1     | Václav Janeček     | Tschechoslowakei | 11,0     |
| 2     | Ásmundur Bjarnason | Island           | 11,1     |
| 3     | Milovan Jovančić   | Jugoslawien      | 11,2     |
| 4     | Joseph Huber       | Schweiz          | 11,3     |
| 5     | Todori Yordanidis  | Griechenland     | 11,5     |

## Halbfinale
26. August 1954, 16:30 Uhr
In den drei Halbfinalläufen qualifizierten sich die jeweils ersten beiden Athleten – hellblau unterlegt – für das Finale.

### Lauf 1
| Platz | Name               | Nation         | Zeit (s) |
| ----- | ------------------ | -------------- | -------- |
| 1     | Heinz Fütterer     | BR Deutschland | 10,5     |
| 2     | Jan Carlsson       | Schweden       | 10,7     |
| 3     | Hayo Rulander      | Niederlande    | 10,7     |
| 4     | Ken Jones          | Großbritannien | 10,7     |
| 5     | Ásmundur Bjarnason | Island         | 10,9     |
| DNS   | Jacques Derderian  | Frankreich     |          |

### Lauf 2
| Platz | Name             | Nation         | Zeit (s) |
| ----- | ---------------- | -------------- | -------- |
| 1     | Leonhard Pohl    | BR Deutschland | 10,7     |
| 2     | George Ellis     | Großbritannien | 10,7     |
| 3     | Viktor Ryabov    | Sowjetunion    | 10,7     |
| 4     | Hans Wehrli-Frei | Schweiz        | 10,7     |
| 5     | Ilarie Magdas    | Rumänien       | 10,9     |

### Lauf 3
| Platz | Name               | Nation           | Zeit (s) |
| ----- | ------------------ | ---------------- | -------- |
| 1     | René Bonino        | Frankreich       | 10,7     |
| 2     | Theo Saat          | Niederlande      | 10,8     |
| 3     | László Zarándi     | Ungarn           | 10,9     |
| 4     | Václav Janeček     | Tschechoslowakei | 10,9     |
| 5     | Zdobysław Stawczyk | Polen            | 11.0     |

## Finale

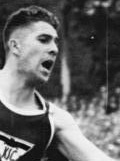
Europameister Heinz Fütterer gewann in diesem Wettbewerb seinen ersten von zwei EM-Titeln
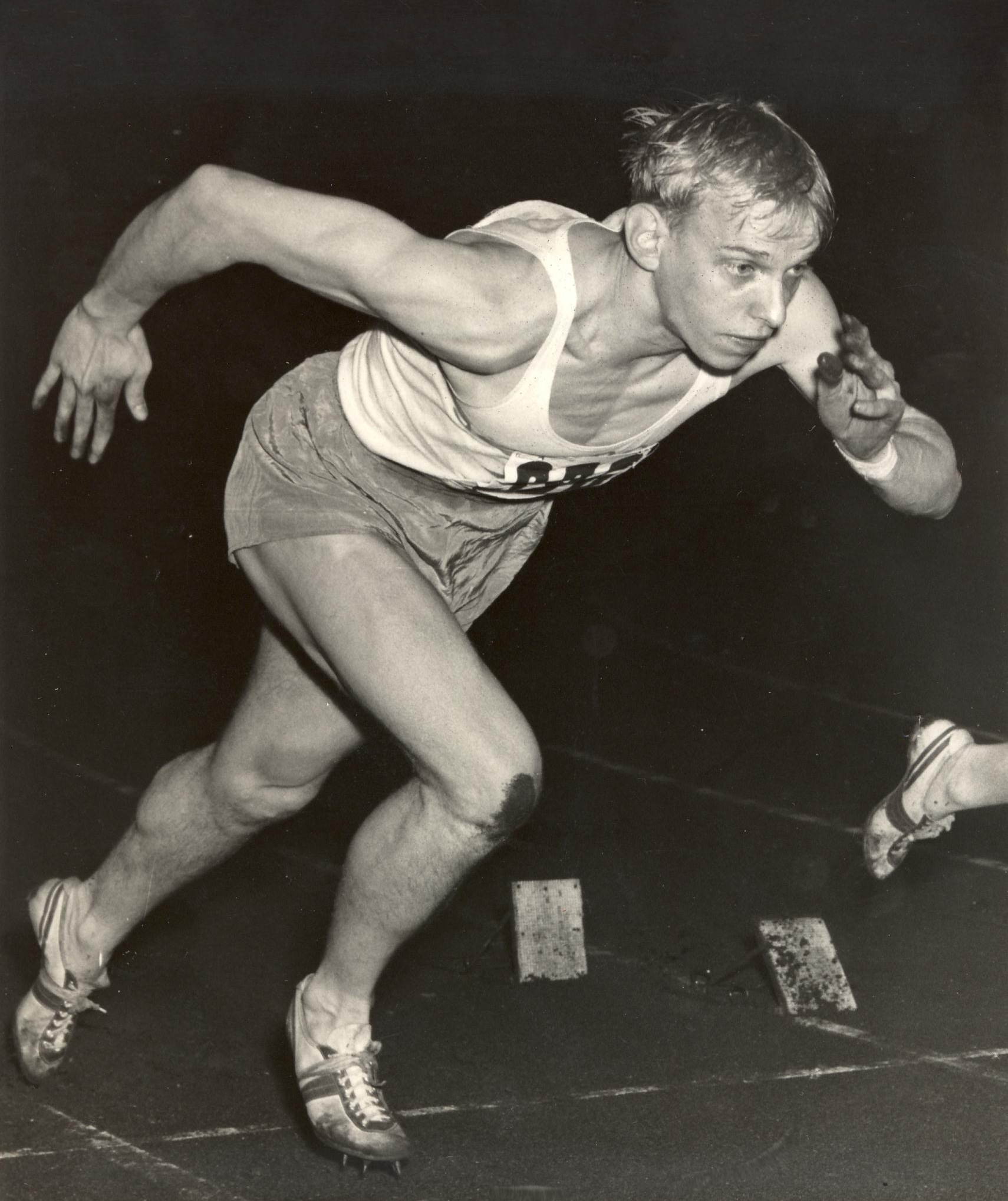
Jan Carlsson belegte Rang fünf
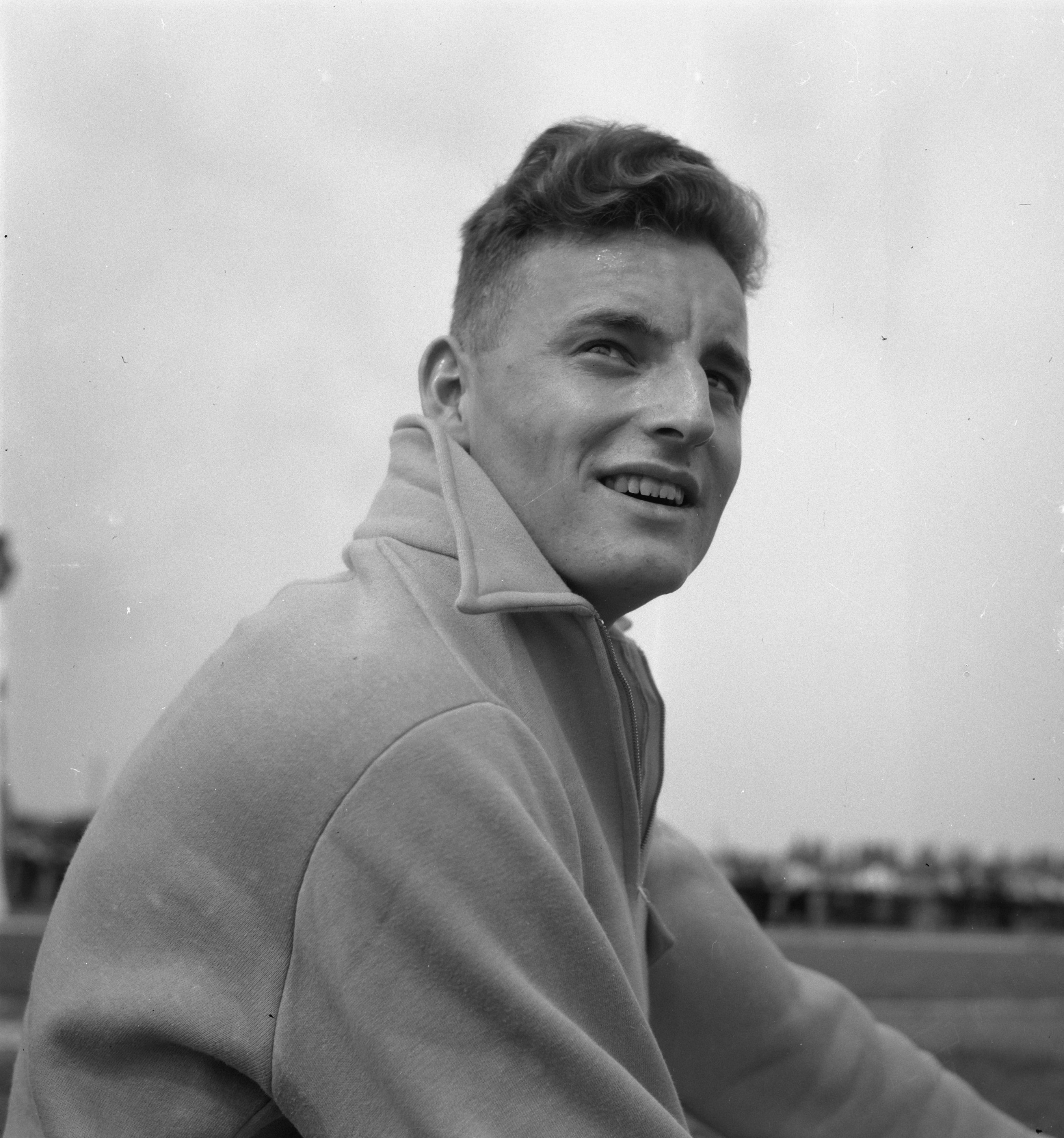
Theo Saat wurde Sechster

26. August 1954, 18:15 Uhr
| Platz | Name           | Nation         | Zeit (s) |
| ----- | -------------- | -------------- | -------- |
| 1     | Heinz Fütterer | BR Deutschland | 10,5     |
| 2     | René Bonino    | Frankreich     | 10,6     |
| 3     | George Ellis   | Großbritannien | 10,7     |
| 4     | Leonhard Pohl  | BR Deutschland | 10,7     |
| 5     | Jan Carlsson   | Schweden       | 10,7     |
| 6     | Theo Saat      | Niederlande    | 11,1     |

## Video
- Interview mit Heinz Fütterer - Aktuelles Sportstudio 80er, youtube.com, abgerufen am 30. Juni 2022